# أوطولوقس
أوطُولُوقُس (عاش بين سنتي 360 - 290 ق م) هو مهندس رياضي يوناني.
ذكره ابن النديم في الفهرست وقال أن له من الكتب: كتاب «الكرة المتحركة» إصلاح الكندي وكتاب «الطلوع والغروب».